# IEEE 1603
IEEE 1603 또는 고급 라이브러리 포맷(Advanced Library Format, ALF)은 집적 회로를 위한 ASIC 설계 응용에 사용되는 데이터 명세 언어 라이브러리 구성요소를 기술하는 전기 전자 기술자 협회(IEEE) 표준이다.